# Puchar Świata w skeletonie 2008/2009
Puchar Świata w skeletonie 2008/2009 rozpoczął się zawodami pań w Winterbergu, a zakończył zawodami w Park City. W sezonie zostały rozegrane mistrzostwa świata w Lake Placid oraz mistrzostwa Europy w Sankt Moritz.

## Wyniki
| Lp.                                    | Data                | Miejscowość       | Konkurencja | 1. miejsce                        | 2. miejsce                        | 3. miejsce                        |
| -------------------------------------- | ------------------- | ----------------- | ----------- | --------------------------------- | --------------------------------- | --------------------------------- |
| 1. PŚ                                  | 28 listopada 2008   | Winterberg        | Mężczyźni   | Florian Grassl                    | Aleksandr Trietjakow              | Martins Dukurs                    |
| 1. PŚ                                  | 28 listopada 2008   | Winterberg        | Kobiety     | Anja Huber                        | Kerstin Szymkowiak                | Mellisa Hollingsworth             |
| 2. PŚ                                  | 5 grudnia 2008      | Altenberg         | Mężczyźni   | Frank Rommel                      | Martins Dukurs                    | Sandro Stielicke                  |
| 2. PŚ                                  | 5 grudnia 2008      | Altenberg         | Kobiety     | Anja Huber                        | Kerstin Szymkowiak                | Maya Pedersen                     |
| 3. PŚ                                  | 12–13 grudnia 2008  | Igls              | Mężczyźni   | Frank Rommel                      | Aleksandr Trietjakow              | Martins Dukurs                    |
| 3. PŚ                                  | 12–13 grudnia 2008  | Igls              | Kobiety     | Shelley Rudman                    | Kerstin Szymkowiak                | Swietłana Trunowa                 |
|                                        | 19–20 grudnia 2008  | Cesana            | Mężczyźni   | Zawody przeniesione do Park City. | Zawody przeniesione do Park City. | Zawody przeniesione do Park City. |
| Kobiety                                | 19–20 grudnia 2008  | Cesana            |             | Zawody przeniesione do Park City. | Zawody przeniesione do Park City. | Zawody przeniesione do Park City. |
|                                        | 9 stycznia 2009     | Cortina d’Ampezzo | Mężczyźni   | Zawody przeniesione do Königssee. | Zawody przeniesione do Königssee. | Zawody przeniesione do Königssee. |
| Kobiety                                | 9 stycznia 2009     | Cortina d’Ampezzo |             | Zawody przeniesione do Königssee. | Zawody przeniesione do Königssee. | Zawody przeniesione do Königssee. |
| 4. PŚ                                  | 9 stycznia 2009     | Königssee         | Mężczyźni   | Frank Rommel                      | Florian Grassl                    | Aleksandr Trietjakow              |
| 4. PŚ                                  | 9 stycznia 2009     | Königssee         | Kobiety     | Anja Huber                        | Shelley Rudman                    | Marion Trott                      |
| Mistrzostwa Europy 2009 – Sankt Moritz |                     |                   |             |                                   |                                   |                                   |
| 5. PŚ                                  | 16–18 stycznia 2009 | Sankt Moritz      | Mężczyźni   | Frank Rommel                      | Kristan Bromley                   | Gregor Stähli                     |
| 5. PŚ                                  | 16–18 stycznia 2009 | Sankt Moritz      | Kobiety     | Shelley Rudman                    | Mellisa Hollingsworth             | Michelle Kelly                    |
| 6. PŚ                                  | 5 lutego 2009       | Whistler          | Mężczyźni   | Jon Montgomery                    | Gregor Stähli                     | Matthew Antoine Jeff Pain         |
| 6. PŚ                                  | 5 lutego 2009       | Whistler          | Kobiety     | Marion Trott                      | Amy Williams                      | Anja Huber                        |
| 7. PŚ                                  | 11 lutego 2009      | Park City         | Mężczyźni   | Aleksandr Trietjakow              | Eric Bernotas                     | Frank Rommel                      |
| 7. PŚ                                  | 11 lutego 2009      | Park City         | Kobiety     | Mellisa Hollingsworth             | Marion Trott                      | Noelle Pikus-Pace                 |
| 8. PŚ                                  | 12 lutego 2009      | Park City         | Mężczyźni   | Aleksandr Trietjakow              | Florian Grassl                    | Frank Rommel                      |
| 8. PŚ                                  | 12 lutego 2009      | Park City         | Kobiety     | Marion Trott                      | Katie Uhlaender                   | Mellisa Hollingsworth             |
| Mistrzostwa Świata 2009 – Lake Placid  |                     |                   |             |                                   |                                   |                                   |

## Klasyfikacja

### Kobiety
| lp. | zawodnik              | kraj              | punkty |
| --- | --------------------- | ----------------- | ------ |
| 1.  | Marion Trott          | Niemcy            | 1572   |
| 2.  | Shelley Rudman        | Wielka Brytania   | 1468   |
| 3.  | Katie Uhlaender       | Stany Zjednoczone | 1466   |
| 4.  | Anja Huber            | Niemcy            | 1459   |
| 5.  | Amy Williams          | Wielka Brytania   | 1402   |
| 6.  | Maya Pedersen         | Szwajcaria        | 1328   |
| 7.  | Mellisa Hollingsworth | Kanada            | 1315   |
| 8.  | Noelle Pikus-Pace     | Stany Zjednoczone | 1256   |
| 9.  | Michelle Kelly        | Kanada            | 1176   |
| 10. | Kerstin Szymkowiak    | Niemcy            | 1158   |

### Mężczyźni
| lp. | zawodnik             | kraj              | punkty |
| --- | -------------------- | ----------------- | ------ |
| 1.  | Aleksandr Trietjakow | Rosja             | 1526   |
| 2.  | Florian Grassl       | Niemcy            | 1453   |
| 3.  | Frank Rommel         | Niemcy            | 1436   |
| 4.  | Jeff Pain            | Kanada            | 1384   |
| 5.  | Gregor Stähli        | Szwajcaria        | 1314   |
| 6.  | Martins Dukurs       | Łotwa             | 1282   |
| 7.  | Siergiej Czudinow    | Rosja             | 1256   |
| 8.  | Jon Montgomery       | Kanada            | 1209   |
| 9.  | Kristan Bromley      | Wielka Brytania   | 1178   |
| 10. | Eric Bernotas        | Stany Zjednoczone | 1160   |